# Mimomyia flavens
Mimomyia flavens är en tvåvingeart som först beskrevs av King och Harry Hoogstraal 1946.  Mimomyia flavens ingår i släktet Mimomyia och familjen stickmyggor. Inga underarter finns listade i Catalogue of Life.